# Anisonychus atropterus atropterus
Anisonychus atropterus atropterus es una subespecie de coleóptero de la familia Attelabidae.

## Distribución geográfica
Habita en (Indonesia).